# سنت-ژیل، اندر
سنت-ژیل، اندر (به فرانسوی: Saint-Gilles) یک کمون در فرانسه است که در اندر واقع شده‌است. سنت-ژیل ۷٫۶۸ کیلومتر مربع مساحت و ۱۰۷ نفر جمعیت دارد و ۲۱۰ متر بالاتر از سطح دریا واقع شده‌است.